# Neurellipes gemmifera
Neurellipes gemmifera är en fjärilsart som beskrevs av Sheffield Airey Neave 1910. Neurellipes gemmifera ingår i släktet Neurellipes och familjen juvelvingar. Inga underarter finns listade i Catalogue of Life.